# Dipoena sericata
Dipoena sericata là một loài nhện trong họ Theridiidae.
Loài này thuộc chi Dipoena. Dipoena sericata được Eugène Simon miêu tả năm 1879.